# Кастионс деле Мура (Удине)
Кастионс деле Мура је насеље у Италији у округу Удине, региону Фурланија-Јулијска крајина.
Према процени из 2011. у насељу је живело 968 становника. Насеље се налази на надморској висини од 6 м.